# Nico (film, 1988)
Pour les articles homonymes, voir Nico.
Pour plus de détails, voir Fiche technique et Distribution.
Nico (Above the Law) est un film américain réalisé par Andrew Davis et sorti en 1988 au cinéma. Il s'agit du tout premier film de Steven Seagal, qui participe également à l'écriture, à la production et à la chorégraphie des scènes de combat.

## Synopsis
Spécialiste d'aïkido, Nicolo "Nico" Toscani a été recruté en 1969 par la CIA. Cependant, un désaccord avec l'un de ses supérieurs, Kurt Zagon, le motive à démissionner. Quelques années plus tard, Nico est désormais sergent de la police de Chicago. Forte tête, il n'obéit pas toujours aux ordres. Alors qu'il arrête un trafiquant de drogue, les autorités le font libérer. Nico va alors s'opposer au système et mettre à jour un vaste complot.

## Fiche technique
Sauf indication contraire, les informations mentionnées dans cette section peuvent être confirmées par la base de données cinématographiques IMDb,  présente dans la section « Liens externes ».
- Titre français et québécois : Nico
- Titre original : Above the Law
- Réalisation : Andrew Davis
- Scénario : Andrew Davis, Steven Pressfield et Ronald Shusett, d'après une histoire de Steven Seagal et Andrew Davis
- Musique : David Michael Frank
- Photographie : Robert Steadman
- Décors : Maher Ahmad
- Producteurs : Andrew Davis et Steven Seagal
- Société de production et de distribution : Warner Bros.
- Durée : 99 minutes
- Pays de production :  États-Unis
- Langues originales : anglais, espagnol
- Format : couleur (Technicolor) - 1.85:1 - son Dolby SR
- Dates de sortie[1] :
  - États-Unis : 8 avril 1988 (sortie limitée)
  - France : 17 août 1988
- Classification[2] :
  - États-Unis : R
  - France : interdit aux moins de 12 ans[3]

## Distribution
- Steven Seagal (VF : Michel Vigné) : Nicolo « Nico » Toscani
- Pam Grier (VF : Maik Darah) : Delores « Jacks » Jackson
- Henry Silva (VF : Jacques Deschamps) : Kurt Zagon
- Ron Dean (en) (VF : Sady Rebbot) : l'inspecteur Lukich
- Daniel Faraldo (it) (VF : Jacques Bouanich) : Tony Salvano
- Sharon Stone (VF : Marie Vincent) : Sara Toscani
- Miguel Nino : Chi Chi Ramon
- Nicholas Kusenko (VF : Michel Derain) : agent fédéral Neeley
- Joe Greco (VF : Serge Lhorca) : le Père Joseph Gennaro
- Joseph Kosala (VF : Michel Modo) : le lieutenant Fred Strozah
- Chelcie Ross (VF : Jean Lagache) : Nelson Fox
- Gregory Alan Williams (VF : Tola Koukoui) : l'agent Halloran
- Ronnie Barron (VF : Marc Alfos) : le patron du bar
- Jack Wallace (VF : Henri Poirier) : l'oncle Branco
- Michael Rooker : un client du bar

Source et légende : Version française (VF) sur Nouveau Forum Doublage Francophone

## Production
Ce film marque les débuts de Steven Seagal au cinéma. C'est l'agent Michael Ovitz, qui avait été son élève dans son dojo, qui l'aurait poussé à faire du cinéma. Steven Seagal produit également le film et élabore l'histoire de départ avec le cinéaste Andrew Davis. Steven Seagal avait apprécié le précédent film d'Andrew Davis, Sale temps pour un flic. Le script était initialement prévu pour Clint Eastwood avant d'être réécrit.
Le tournage a lieu à Chicago, dans le backlot des Warner Bros. Studios en Californie et sur l'ile hawaienne d'Oahu (pour quelques plans aériens).

## Accueil
Le film, d'abord diffusé dans 350 salles les deux premières semaines de sa sortie aux États-Unis, démarre à la 8e place du box-office avec 2 037 938 $ de recettes pour son premier week-end d'exploitation. Il atteindra la 4e place lorsque le long-métrage sera diffusé dans 868 salles avec 3 199 779 $ pour son troisième week-end à l'affiche, soit un cumul de 8 153 374 $ depuis sa sortie. Son exploitation se finira avec 18 869 631 $ de recettes, ce qui est un succès commercial modeste au vu de son budget de 7 500 000 $.
En France, il totalise 216 734 entrées.
Les critiques sont mitigées lors de sa sortie en salles. Le site Rotten Tomatoes lui attribue un taux d'approbation de 50 %, sur la base des critiques de 20 critiques, avec une note moyenne de 5,2/10. Les spectateurs interrogés par CinemaScore ont attribué au film une note moyenne de « B » sur une échelle de A+ à F.
Roger Ebert du Chicago Sun-Times a déclaré dans sa critique que « le film contient 50 % d'intrigue en plus que ce dont il a besoin, mais cela lui permet de se développer dans des domaines qui ne sont généralement pas couverts dans les thrillers d'action. ». Dans une critique négative, Hal Hinson du Washington Post l'a critiqué comme « terriblement dépourvu d'originalité». Dans une autre critique négative, l'historien du cinéma Leonard Maltin a décrit le film comme un « ... festival d'action astucieux mais stupide ; le jeu d'acteur de Seagal fait ressembler Chuck Norris à Laurence Olivier».